# ガルダイア県
ガルダイア県（アラビア語: ولاية غرداية、フランス語: Wilaya de Ghardaïa、モザビテ語: ）は、アルジェリア東部の県（ウィラーヤ）。県都はガルダイアである。世界遺産のムザブがある。
2019年12月に南部にあった2郡がエル・メニア県として分離し、面積がそれまでの4分の1にまで縮小した。

## 行政区画

郡の区画

7つの郡と9の基礎自治体（コミューン）が置かれている。

### 郡
1. メトリリ郡（英語版）
2. （エル・メニア郡（英語版）） - エル・メニア県として分離
3. ブーヌーラ郡（英語版）
4. （マンスーラ郡（英語版）） - 分離
5. ガルダイア郡（英語版）
6. ダヤート・ベンダーワ郡（英語版）
7. ゼルファナ郡（英語版）
8. ベリアン郡（英語版）
9. エル・ゲラーラ郡（英語版）

### コミューン
1. ベリアン（英語版）
2. ブーヌーラ（英語版）
3. ダヤート・ベンダーワ（英語版）
4. エル＝アットゥフ（英語版）
5. エル・ゲラーラ（英語版）
6. ガルダイア
7. メトリリ（英語版）
8. セブセブ（英語版）
9. ゼルファナ（英語版）